# Dashboard (macOS)
Dashboard es una aplicación para los sistemas operativos macOS de Apple Inc., utilizada como escritorio secundario para alojar miniaplicaciones conocidas como widgets. Se trata de aplicaciones sencillas que no necesitan tiempo para ser ejecutadas. Las aplicaciones de tablero que se suministran con macOS incluyen un stock, un informe meteorológico, una calculadora y un bloc de notas; los usuarios pueden crear o descargar los suyos propios.
Cuando Dashboard se activa, el escritorio del usuario es oscurecido y los widgets aparecen en primer plano mediante un fundido. Como las ventanas de aplicaciones, pueden ser arrastrados a diferentes posiciones dentro del escritorio, pero no pueden ser eliminados de la capa sin el uso de un truco de línea de órdenes. Se pueden abrir diferentes instancias de un mismo widget mediante una barra de menús, arrastrando el icono correspondiente hacia el escritorio. Después de cargarse, el widget está listo para su uso. 
A partir de macOS 10.15 Catalina, Dashboard ya no forma parte de macOS. 

## Widget
Los widgets, son capaces de diversas cosas, a menudo realizar tareas que serían aburridas o complicadas para que el usuario en forma manual. Un ejemplo es el widget de la búsqueda de Google, que abren simplemente el navegador del usuario y realizan una búsqueda de Google. Otros widgets, como Wikipedia, realizan la búsqueda desde una pequeña ventana. Algunos widgets pueden también servir como juegos, usando el Adobe flash.
Mac OS X 10.5 Leopard incluye Dashcode, un entorno que facilita la creación de Widgets. Otra nueva característica se llama “WebClip” que deje a usuarios fácilmente crear widgets usando partes de una página web; Por ejemplo: los títulos de noticias sindicadas, los diez términos más buscados en Google, la foto del día en flickr, algunas historietas e información meteorológica.